# Ontario (Oregon)
Ontario az Amerikai Egyesült Államok északnyugati részén, Oregon állam Malheur megyéjében, a Kígyó-folyó mentén, az idahói határ mellett, Portland és Salt Lake City között félúton, az Interstate 84-től nem messze helyezkedik el, egyben a megye, és Kelet-Oregon Nyugat-Kincsvölgy néven ismert területének legnagyobb városa is. A 2010. évi népszámláláskor 11 366 lakosa volt. A város területe 13,39 km², melynek 100%-a szárazföld.
A település az oregoni Malheur és az idahói Payette megyét magában foglaló ontariói agglomeráció fővárosa.

## Történet
Ontariót 1883. június 11-én alapította William Morfitt, Mary Richardson, Daniel Smith és James Virtue. 1884 márciusában Richard Welch megalapította az első postahivatalt. Az Ontario nevet Virtue adta a kanadai tartomány után. Joseph Morton a várostól egy kilométerre délre Morton településen egy új intézményt hozott létre, melynek vezetőjévé Oscar Scottot nevezte ki. A területért folyó versenyben az előbbi négy üzletember kerekedett felül, ráadásul Morfitt elintézte, hogy a városnak vasútállomása is lehessen. Mivel mindenki tudta, hogy előbb-utóbb megépül a vasút, Oliver Scott bezárta mortoni hivatalát és a mai város területén szállodát nyitott, később pedig Ontario postamesterévé is kinevezték.
Az Oregon Short Line Railroad személy- és tehervonala 1884 végén érte el a várost, ami így tovább növekedhetett. Hamarosan az állam keleti felének marhatenyésztő telepeiről a nyugati partra Ontario érintésével juttatták el az árut. Nemsokára Ontario lett az USA nyugati régiójának legnagyobb kereskedő-központja, a Nevada- és más csatornák megépültével pedig a virágzó mezőgazdaság és az export még tovább növekedhetett.
A település 1899. február 11-én kapott városi rangot.
A második világháború során Elmo Smith polgármester engedélyezte, hogy száműzetésük idejére japán–amerikai menekültek telepedhessenek le itt. A polgármester az Associated Pressnek a következőket mondta: „Ha a japánok, legyenek külföldiek vagy állampolgáraink, belföldre költöztetésük nélkül veszélyt jelentenek a nyugati part biztonságára, egyenesen gyáva dolog lenne mást tenni, mint segítséget kérni. Csak küldjék ide őket; mi legjobb tudásunk szerint fogunk gondoskodni róluk.” A japánok közül a városban 134-en, a környező farmokon pedig a háború során toborzott emberek által 1000 körülien éltek.

## Éghajlat
A város éghajlata a Köppen-skála szerint félszáraz (BSk-val jelölve). A legcsapadékosabb a december–január, a legszárazabb pedig a július–augusztus közötti időszak. A legmelegebb hónap július, a leghidegebb pedig január.
| Hónap                         | Jan.  | Feb.  | Már.  | Ápr. | Máj. | Jún. | Júl. | Aug. | Szep. | Okt.  | Nov.  | Dec.  | Év    |
| ----------------------------- | ----- | ----- | ----- | ---- | ---- | ---- | ---- | ---- | ----- | ----- | ----- | ----- | ----- |
| Rekord max. hőmérséklet (°C)  | 18,0  | 19,0  | 29,0  | 34,0 | 39,0 | 42,0 | 46,0 | 45,0 | 40,0  | 34,0  | 26,0  | 19,0  | 46,0  |
| Átlagos max. hőmérséklet (°C) | 1,0   | 6,0   | 13,0  | 18,0 | 23,0 | 29,0 | 34,0 | 34,0 | 33,0  | 27,0  | 8,0   | 2,0   | 19,1  |
| Átlaghőmérséklet (°C)         | −3,5  | 1,0   | 6,0   | 10,5 | 15,0 | 20,0 | 24,0 | 23,0 | 20,0  | 14,0  | 2,5   | −2,5  | 10,9  |
| Átlagos min. hőmérséklet (°C) | −8,0  | −4,0  | −1,0  | 3,0  | 7,0  | 11,0 | 14,0 | 12,0 | 7,0   | 1,0   | −3,0  | −7,0  | 2,7   |
| Rekord min. hőmérséklet (°C)  | −32,0 | −31,0 | −12,0 | −8,0 | −4,0 | −1,0 | 1,0  | 0,0  | −4,0  | −11,0 | −21,0 | −31,0 | −32,0 |
| Átl. csapadékmennyiség (mm)   | 33    | 21    | 22    | 17   | 24   | 16   | 8    | 7    | 12    | 14    | 30    | 36    | 240   |
| Forrás: Intellicast           |       |       |       |      |      |      |      |      |       |       |       |       |       |

## Népesség

### 2010
A 2010-es népszámláláskor a városnak 11 366 lakója, 4275 háztartása és 2678 családja volt. A népsűrűség 848,8 fő/km2. A lakóegységek száma 4620, sűrűségük 345 db/km2. A lakosok 69,5%-a fehér, 0,7%-a afroamerikai, 1,3%-a indián, 2,2%-a ázsiai, 0,1%-a a Csendes-óceáni szigetekről származik, 22,6%-a egyéb, 3,5%-a pedig kettő vagy több etnikumú. A spanyol vagy latino származásúak aránya 41,3% (36,4% mexikói, 0,1% Puerto Ricó-i, 0,1% kubai, 4,7% egyéb spanyol vagy latino származású.)
A háztartások 35,4%-ában élt 18 évnél fiatalabb. 41,3% házas, 16% egyedülálló nő, 5,3% egyedülálló férfi, 37,4% pedig nem család. 30,9% egyedül élt; 15,3%-uk 65 éves vagy idősebb. Egy háztartásban átlagosan 2,6 személy élt; a családok átlagmérete 3,28 fő.
A medián életkor 32,1 év volt. A város lakóinak 28,9%-a 18 évesnél fiatalabb, 12,3% 18 és 24 év közötti, 23%-uk 25 és 44 év közötti, 21%-uk 45 és 64 év közötti, 14,9%-uk pedig 65 éves vagy idősebb. A lakosok 47,3%-a férfi, 52,7%-a pedig nő.

### 2000
A 2000-es népszámláláskor  a városnak 10 985 lakója, 4084 háztartása és 2634 családja volt. A népsűrűség 820,4 fő/km2. A lakóegységek száma 4436, sűrűségük 331,3 db/km2. A lakosok 69,27%-a fehér, 0,55%-a afroamerikai, 0,88%-a indián, 2,69%-a ázsiai, 0,15%-a a Csendes-óceáni szigetekről származik, 23,09%-a egyéb-, 3,39%-a pedig kettő vagy több etnikumú. A spanyol vagy latino származásúak aránya 32,06% (25% mexikói, 0,1% Puerto Ricó-i, 0,1% kubai, 6,8% pedig egyéb spanyol/latino származású.)
A háztartások 35,6%-ában élt 18 évnél fiatalabb. 47,4% házas, 13,1% egyedülálló nő; 35,5% pedig nem család. 30,4% egyedül élt; 15,4%-uk 65 éves vagy idősebb. Egy háztartásban átlagosan 2,63 személy élt; a családok átlagmérete 3,3 fő.
A város lakóinak 30,5%-a 18 évesnél fiatalabb, 11,5% 18 és 24 év közötti, 24%-uk 25 és 44 év közötti, 18,6%-uk 45 és 64 év közötti, 15,4%-uk pedig 65 éves vagy idősebb. A medián életkor 31 év volt. Minden 100 nőre 89,7 férfi jut; a 18 évnél idősebb nőknél ez az arány 85,2.
A háztartások medián bevétele 29 173 amerikai dollár, ez az érték családoknál $35 625. A férfiak medián keresete $29 775, míg a nőké $21 967. A város egy főre jutó bevétele (PCI) $14 683. A családok 16,4%-a, a teljes népesség 20,8%-a élt létminimum alatt; a 18 év alattiaknál ez a szám 29%, a 65 évnél idősebbeknél pedig 14,3%.

## Infrastruktúra

### Oktatás
A településen a közoktatási intézmények az Ontariói Iskolakerület alá tartoznak, valamint számos magániskola is található itt.

#### Közoktatás
- Általános iskolák: Aiken-, Cairo-, May Roberts-, Pioneer-, valamint Alameda Elementary School
- Középiskola: Ontario Middle School
- Gimnázium: Ontario High School

#### Magániskolák
- Treasure Valley Christian School
- St. Peter’s Catholic School
- Four Rivers Elementary School

### Közlekedés

#### Autóbusz
A Snake River Transit járatokat közlekedtet a város több pontja és az idahói Fruitland, valamint Payette között.
A településen irányonként naponta egyszer megáll a Bend felé közlekedő Eastern POINT InterCity-busz.
A Greyhound Lines keleti- és nyugati irányban is indít távolsági autóbuszokat.

#### Légi közlekedés
A belvárostól hat kilométerre nyugatra fekszik az egy futópályával rendelkező Ontariói városi repülőtér, amely kisgépeket és helikoptereket fogad.

#### Közút
Ontariót átszeli az Interstate 84, amely Portlandtől Boise-on át a utahi Ogden városáig halad.

## Gazdaság és média

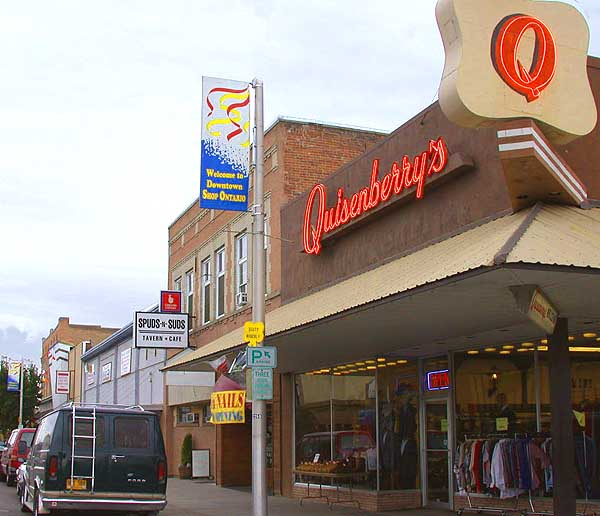
A belváros

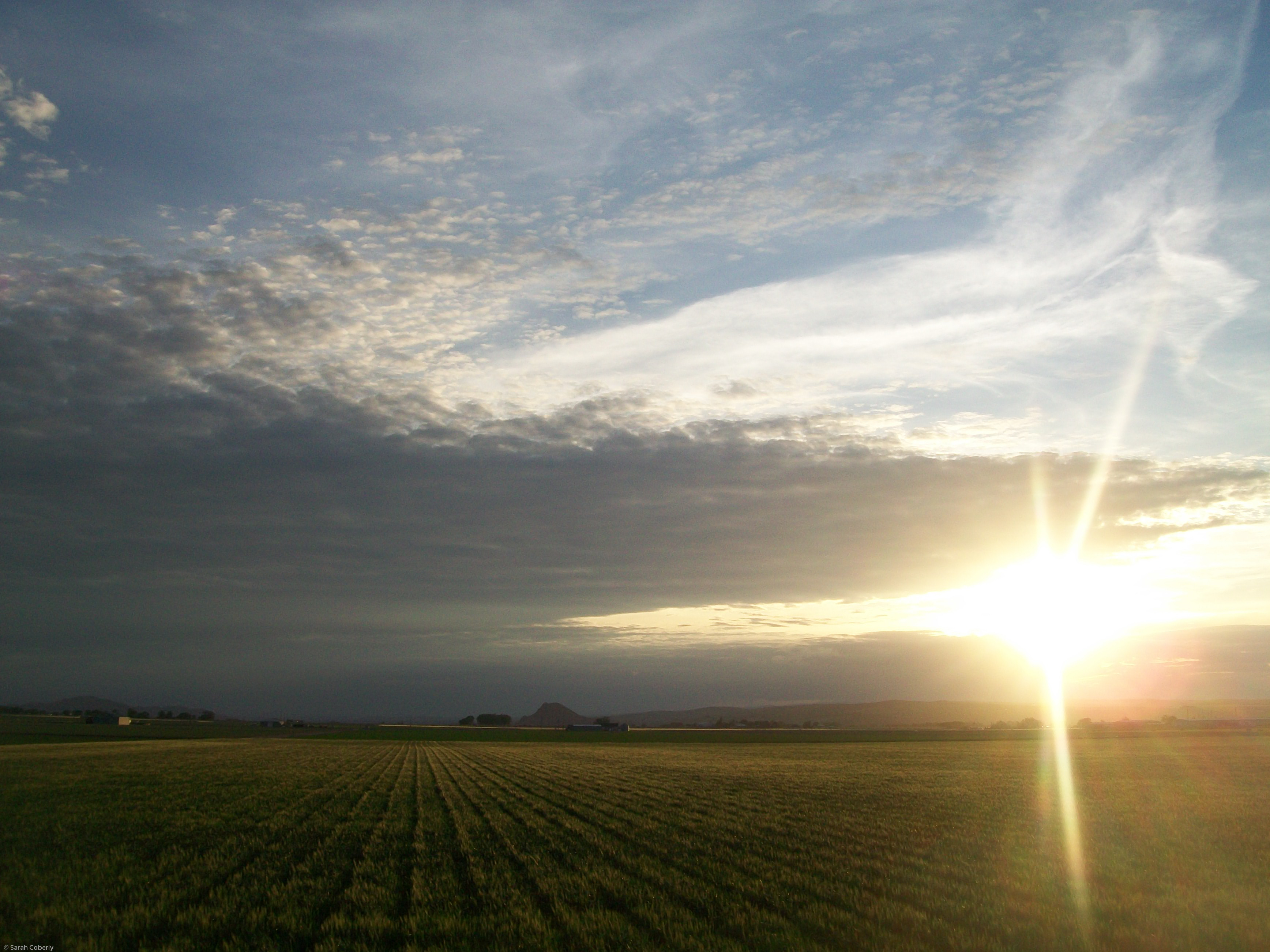
Naplemente közben távolodó viharfelhők

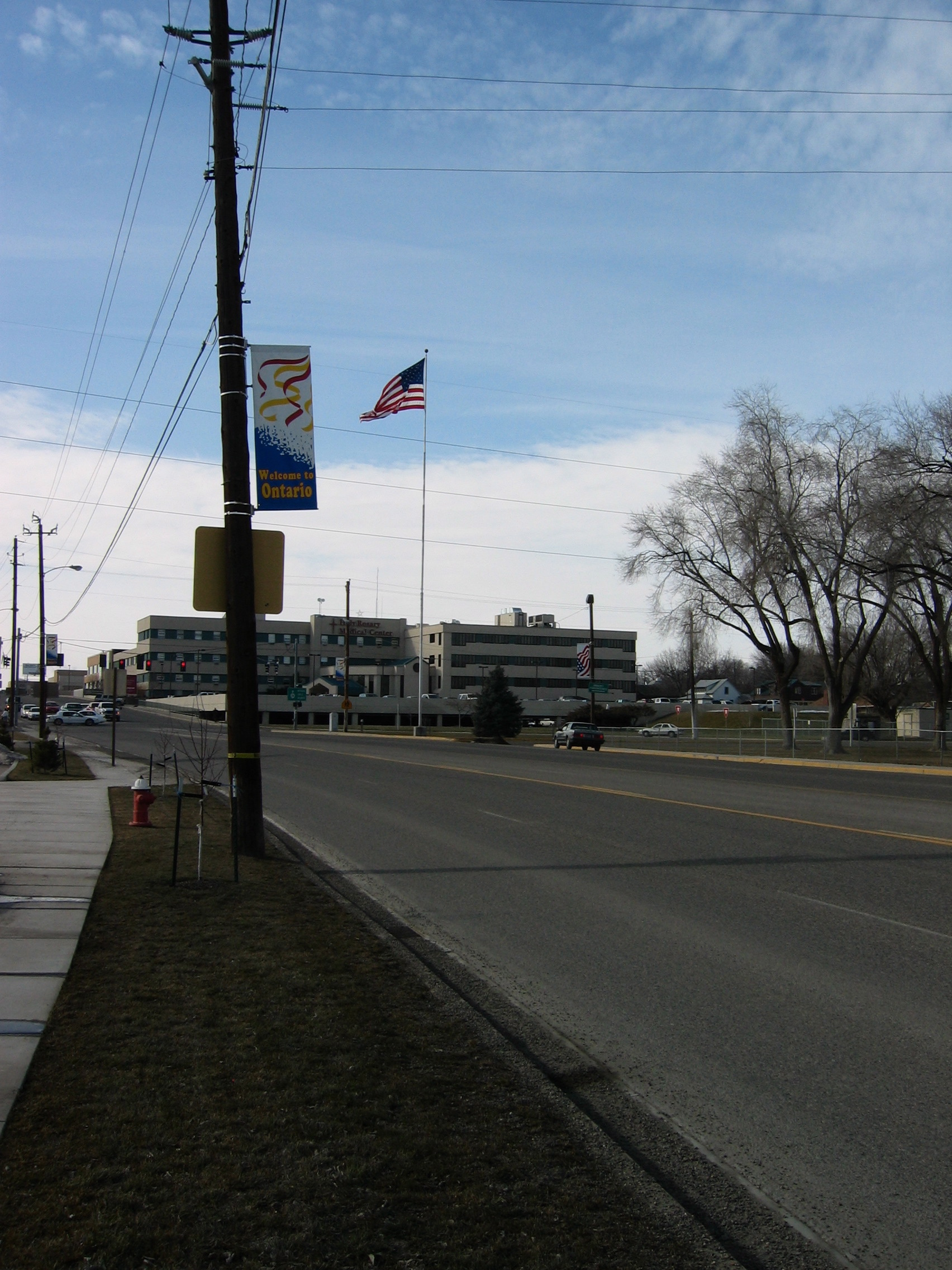
A Holy Rosary Medical Center felé vezető délnyugati negyedik sugárút

A térség fő bevételi forrása a russet burgonya-, cukorrépa- és hagymatermesztés. A H. J. Heinz Company leányvállalataként működő Heinz Frozen Food Company (korábban Ore-Ida) körülbelül 1000 fő foglalkoztatásával 75 burgonyafaj feldolgozásával foglalkozik; az éves termelésük meghaladja a 270 ezer tonnát.
Ontarióban folyamatosan növekszik a kereskedelmi szektor; a megye lakosai mellett már nyugat-idahóiak is járnak ide vásárolni. A két legnagyobb jelenlévő hipermarket a Wal-Mart és a Home Depot, de Oregon alacsony adói miatt egyre több vállalat telepszik meg az államban. A cégek mellett a munkavállalóknak is előnyösebb Oregon, mivel a minimálbér 21%-kal magasabb, mint a szomszédos Idahóban.
A John és Chaundra Cammack által elnevezett Four Rivers Cultural Center (Négy tó Kulturális Központ) a térség négy taváról (Kígyó, Malheur, Owyhee és Payette) kapta nevét. A létesítményben található egy múzeum, amely a környéken letelepedő észak-paiute-ok, japán–amerikaiak, eszkimók és európai–amerikaiak történetét mutatja be. A központ anyagilag is hozzájárul a városhoz, például támogatja a nem messze található Kincsvölgyi Közösségi Főiskolát is.
A St. Alphonsus Medical Center egy 49 ágyas, akut ellátásra berendezkedett kórház, amely a kelet-oregoni és nyugat-idahói környéket szolgálja ki. Az intézmény a boise-i Saint Alphonsus Regional Medical Center rendszerébe tagozódik.
A város lapja a The Argus Observer napilap.

## Nevezetes személyek
- AJ Feeley – NFL-játékos
- Charles C. Gossett – idahói politikus
- David Wilcox – NFL-játékos
- Denny Jones – kongresszusi képviselő és farmer
- Elmo Smith – kormányzó, polgármester és szerkesztő
- Erik Fisher – síző
- Joel Hardin – a határőrség ügynöke
- Leland Evan Thomas – a guadalcanali harcok során meggyilkolt második világháborús pilóta
- Madeline DeFrees – költő
- Phyllis McGinley – gyerekkönyv-író
- Randall B. Kester – bíró
- Sally Flynn (Sally Hart) – a The Lawrence Welk Show énekese
- Tom Edens – MLB-játékos

## Testvérváros
- Ōsakasayama, Japán[23]

## Fordítás
Ez a szócikk részben vagy egészben  az   Ontario, Oregon című angol Wikipédia-szócikk ezen változatának fordításán alapul.  Az eredeti cikk szerkesztőit annak laptörténete sorolja fel. Ez a jelzés csupán a megfogalmazás eredetét és a szerzői jogokat jelzi, nem szolgál a cikkben szereplő információk forrásmegjelöléseként.